# Peyre en Aubrac
Pour les articles homonymes, voir Aubrac (homonymie) et Peyre.
Peyre-en-Aubrac redirige ici.
Peyre en Aubrac est une commune française, située dans le département de la Lozère en région Occitanie.
De statut administratif commune nouvelle, elle est née le 1er janvier 2017 de la fusion des communes d'Aumont-Aubrac, La Chaze-de-Peyre, Fau-de-Peyre, Javols, Sainte-Colombe-de-Peyre et Saint-Sauveur-de-Peyre.

## Géographie

### Localisation
Elle est située entre l'Aubrac et la Margeride. Il y a six villages : Aumont-Aubrac, La Chaze-de-Peyre, Fau-de-Peyre, Javols, Sainte-Colombe-de-Peyre et Saint-Sauveur-de-Peyre.

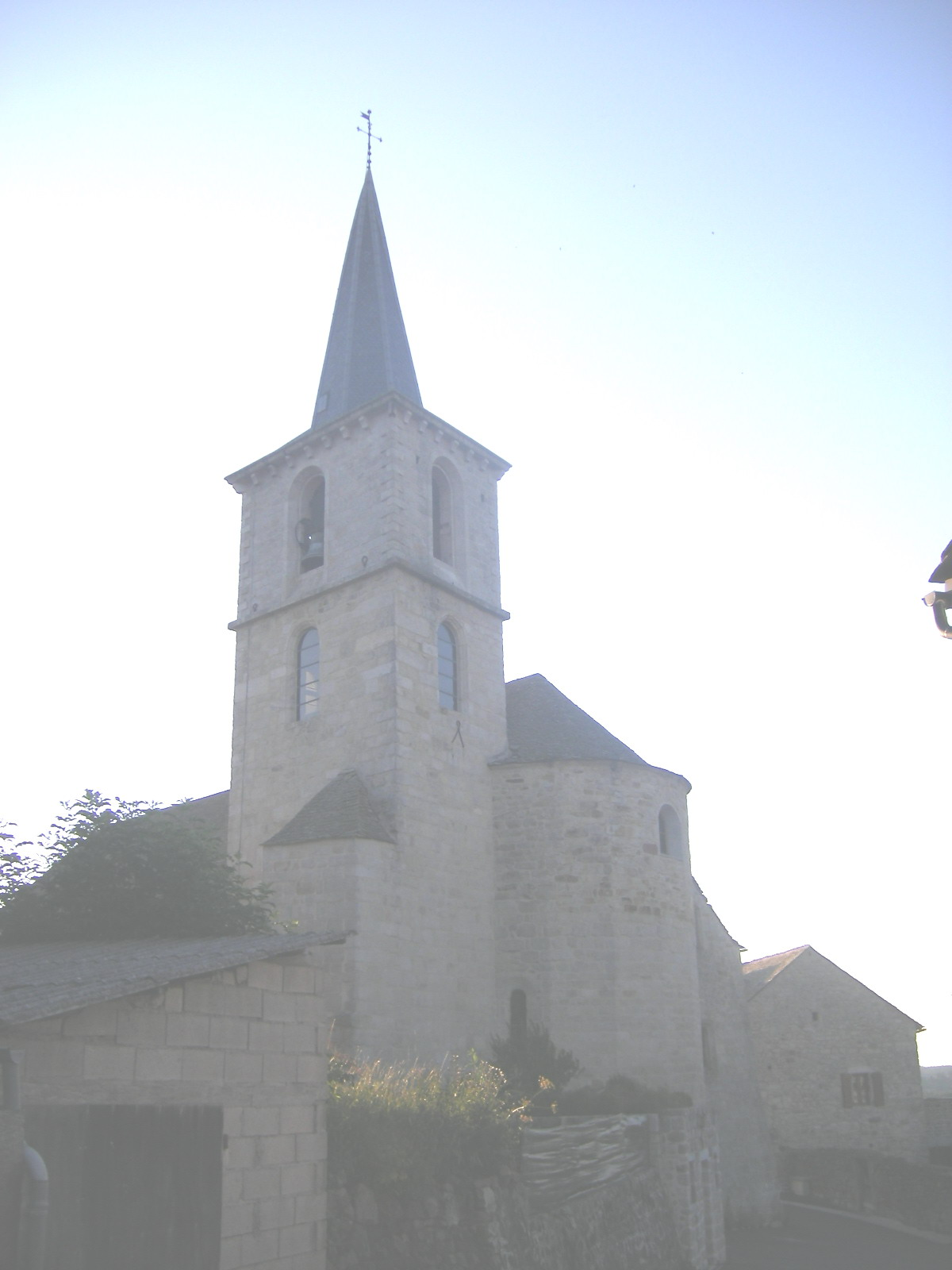
L'église d'Aumont-Aubrac.

Aumont-Aubrac est, avec une population d'environ 1 080 habitants, le plus grand village. Il se trouve entre Saint-Chély-d'Apcher et Marvejols. Plus grand village des environs, il sert en quelque sorte de bourg. On y trouve une mairie, une église (église Saint-Étienne), une école primaire publique (école Jean-Augustin Dalle), une école primaire privée (école La Présentation), un office de tourisme et plusieurs commerces de proximité. On y trouve également le foyer rural de la Terre de Peyre. Malgré sa faible population, Aumont-Aubrac fait partie des localités les plus importantes de la Lozère. Cela vient du fait qu'il s'agit d'un département fort peu peuplé (le moins peuplé de France) et très peu dense. Comme son nom l'indique, le village est situé sur le plateau de l'Aubrac.

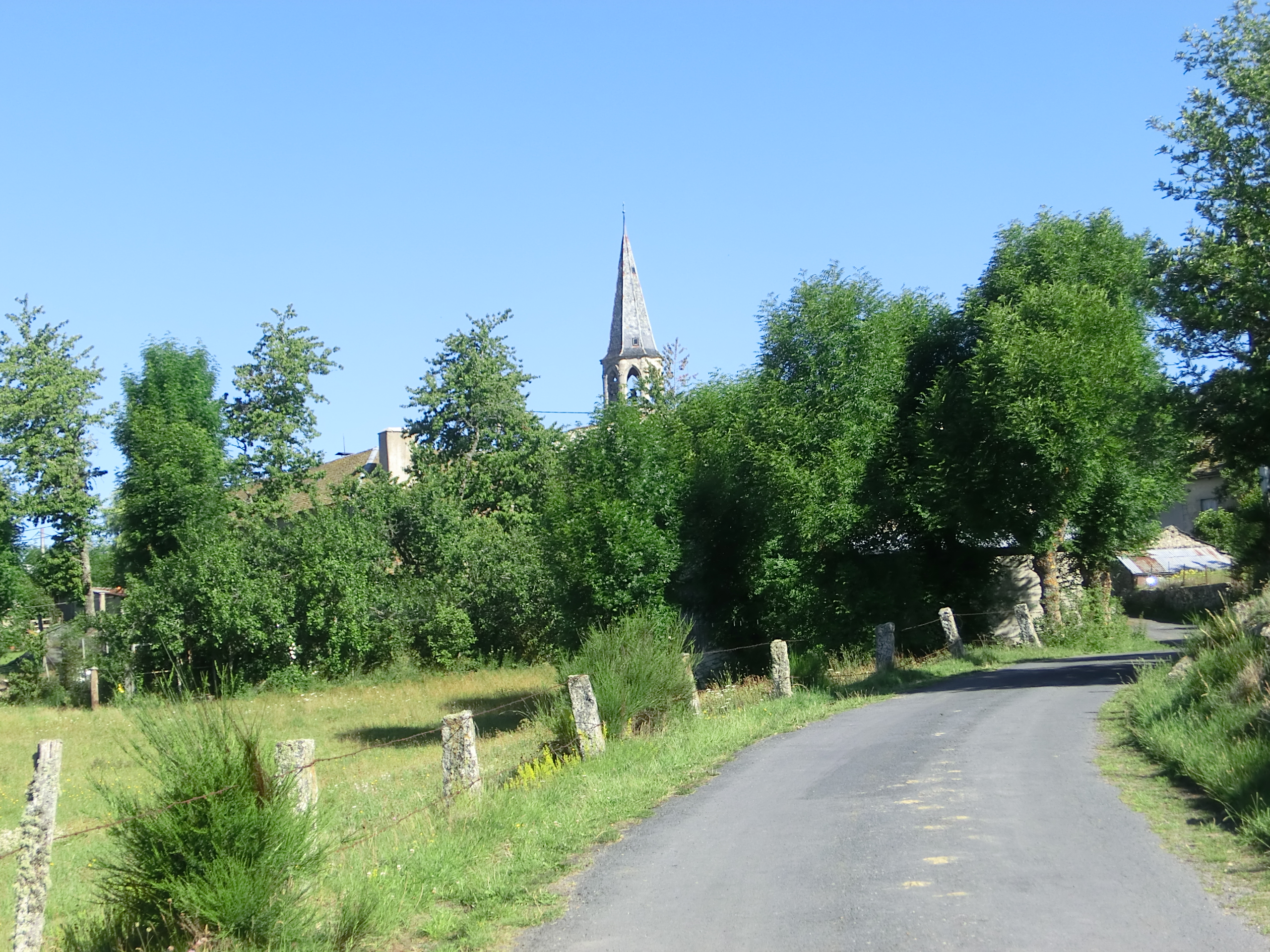
La Chaze-de-Peyre. On aperçoit au loin le clocher de l'église.

La Chaze-de-Peyre est une petite localité rurale comptant environ 300 habitants. Le centre du village est dominé par l'église (église de la Purification).

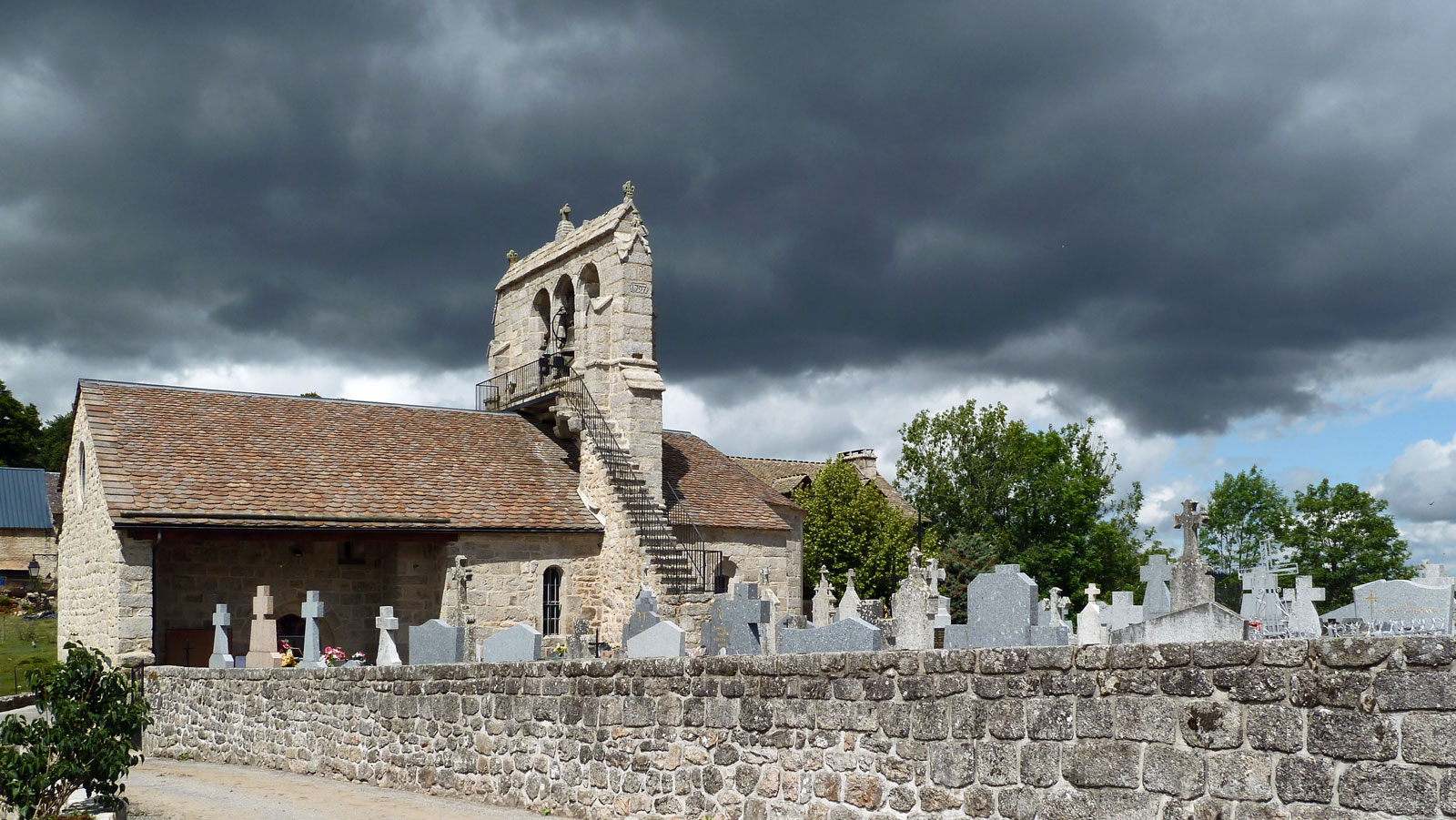
L'église de Fau-de-Peyre.

Fau-de-Peyre compte environ 200 habitants. Son église (église Saint-Martin) possède un beau clocher-peigne. Il y a une école primaire privée et un bar-tabac-restaurant.

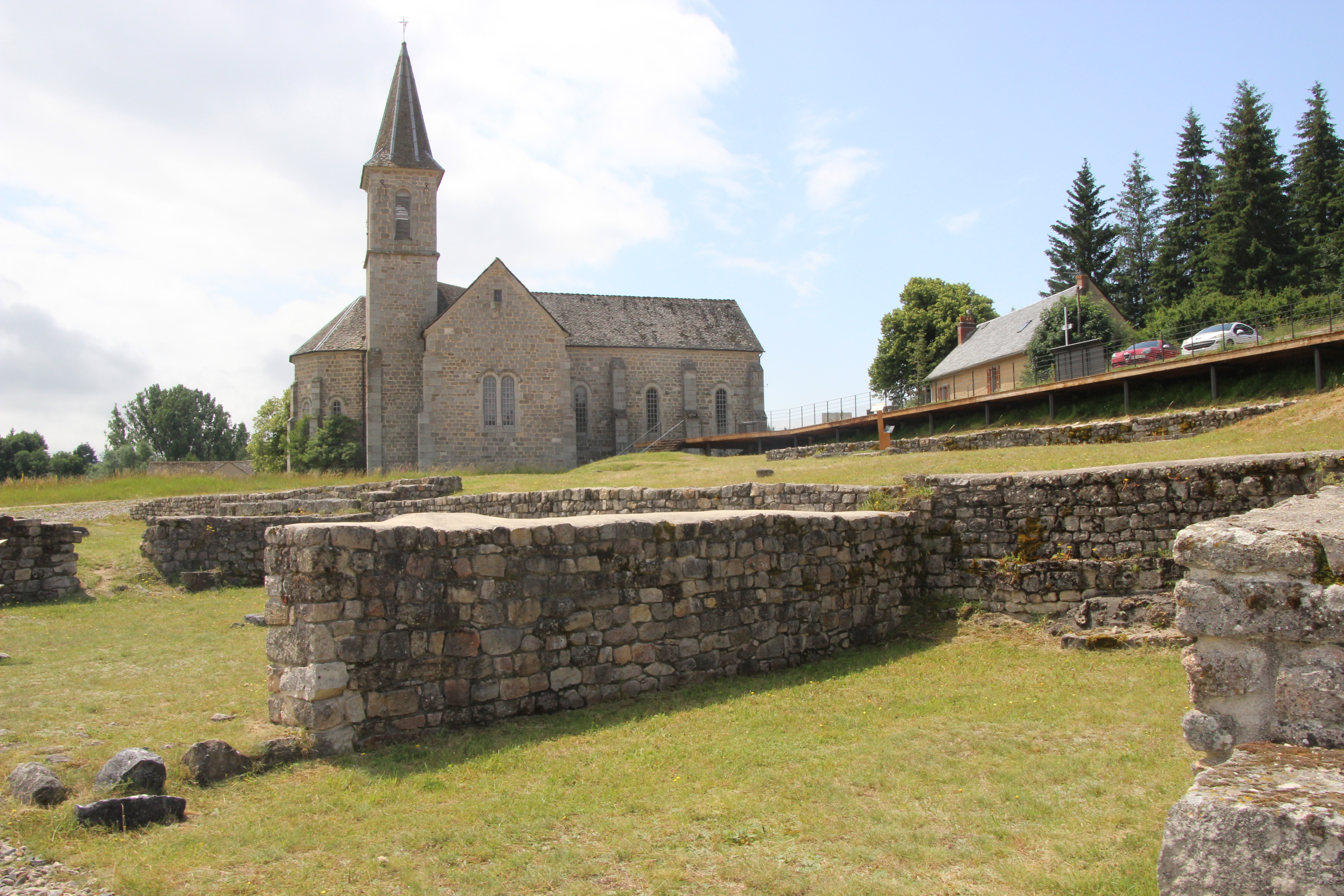
Les ruines de l'ancienne Anderitum avec l'église de Javols en arrière-plan.

Javols est un village comptant environ 300 habitants. Au beau milieu du village se trouve la mairie et l'église (église Saint-Gervais-et-Saint-Protais). Le village se situe à proximité de l'ancienne Anderitum, capitale du peuple gaulois des Gabales dans l'Antiquité, dont les ruines sont encore visible aujourd'hui, plus de 2 000 ans plus tard.

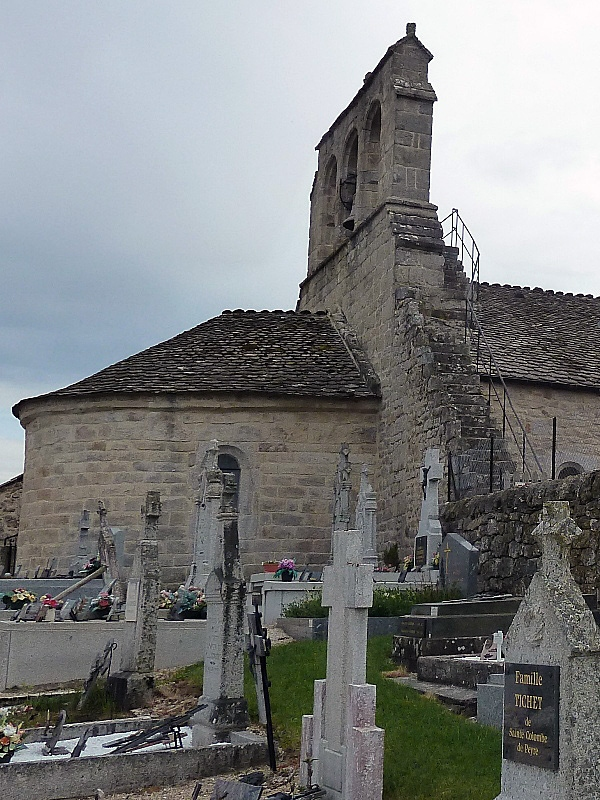
L'église de Sainte-Colombe-de-Peyre.

Sainte-Colombe-de-Peyre compte environ 200 âmes. Il y a dans ce village une belle église (église Sainte-Colombe) et une école primaire publique.

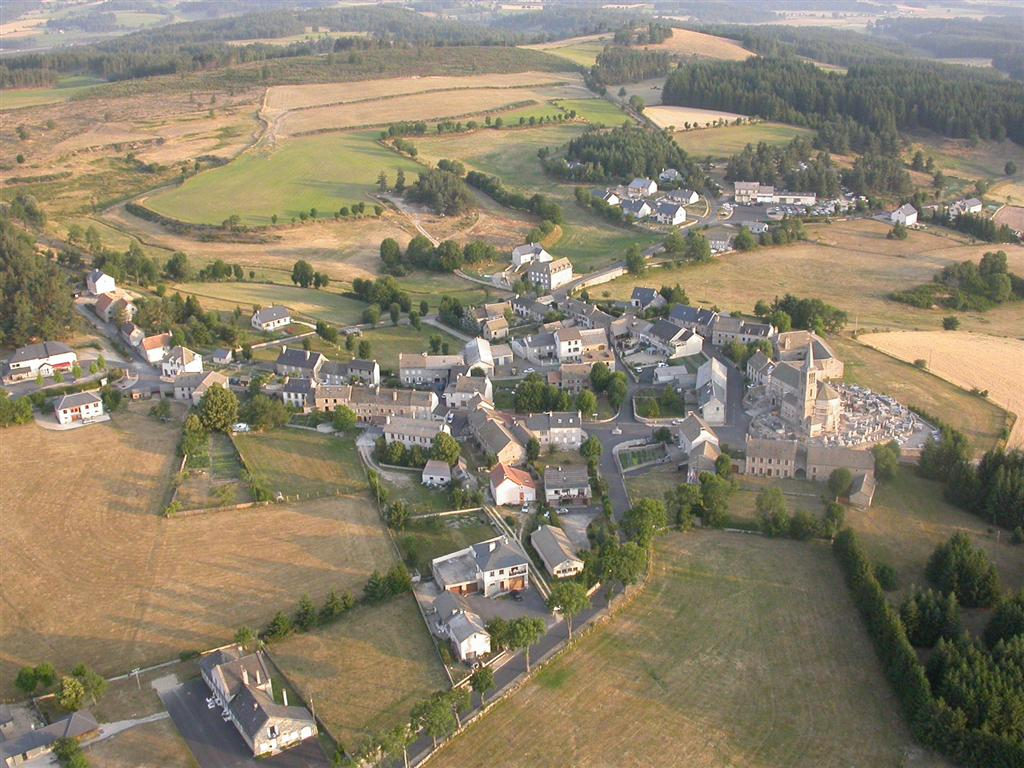
Vue aérienne du village de Saint-Sauveur-de-Peyre.

Saint-Sauveur-de-Peyre compte environ 300 habitants. Il possède une gare. Au beau milieu du village s'élève une croix sur une intersection, faisant office de rond-point. Le village est situé à proximité du Roc de Peyre. L'église de Saint-Sauveur-de-Peyre (église Saint-Joseph) trône au milieu du village. Saint-Sauveur-de-Peyre est situé entre Marvejols et Saint-Chély d'Apcher. Il y a une école primaire publique.

### Communes limitrophes
Les communes limitrophes sont  Fontans, La Fage-Montivernoux, Lachamp-Ribennes, Le Buisson, Les Bessons, Prinsuéjols-Malbouzon, Recoules-de-Fumas, Rimeize, Saint-Léger-de-Peyre et Serverette.
| La Fage-Montivernoux  | Les Bessons          | Rimeize, Fontans             |
| Prinsuéjols-Malbouzon | Peyre en Aubrac      | Serverette, Lachamp-Ribennes |
| Le Buisson            | Saint-Léger-de-Peyre | Recoules-de-Fumas            |

### Hydrographie
Les eaux fluviales s'écoulent vers la Truyère au nord-est, par la Rimeize et le Triboulin et, au sud, vers la Colagne par la Crueize.

### Voies de communication et transports

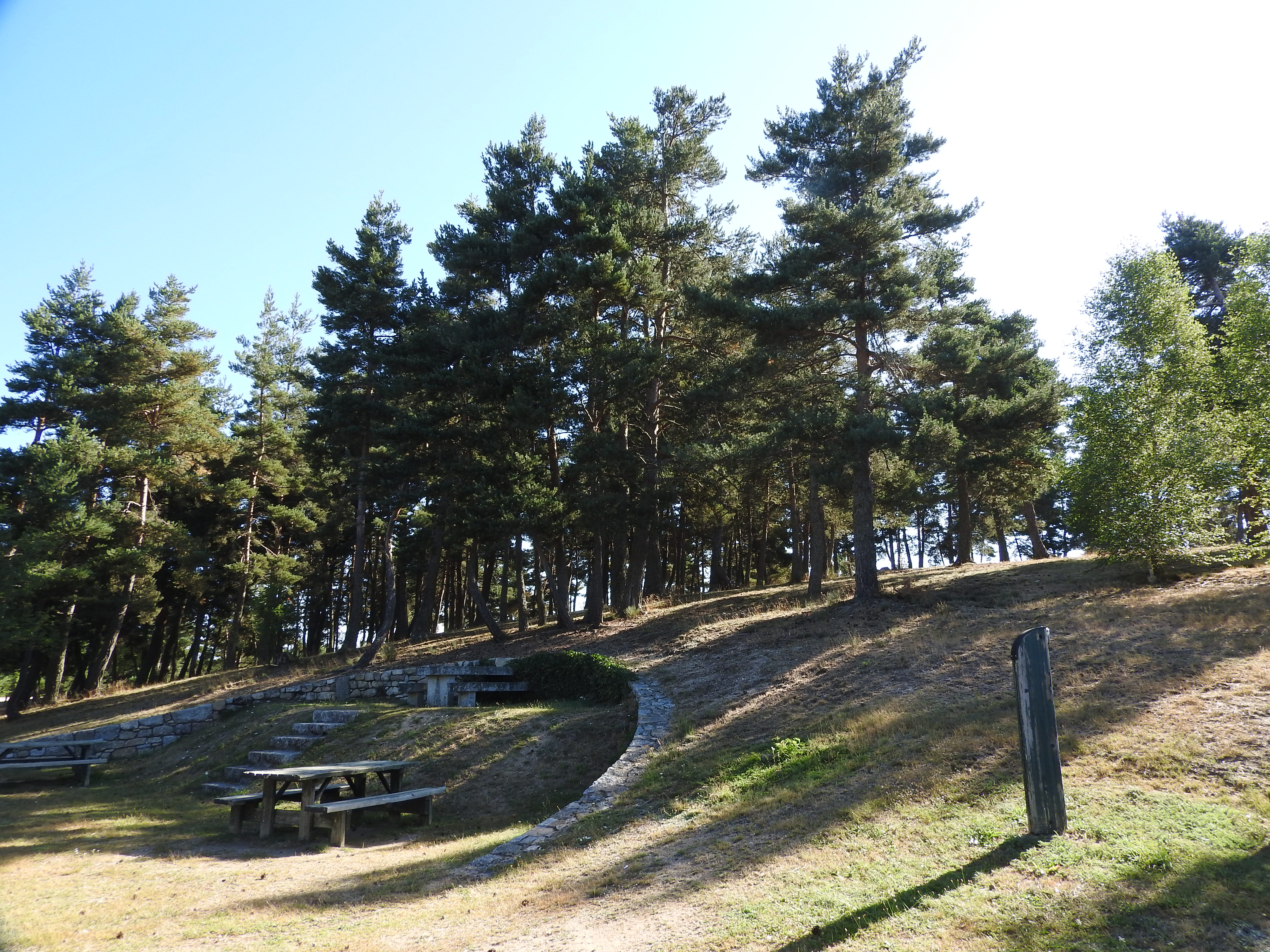
Aire de l'Aubrac, près d'Aumont-Aubrac.

Elle est traversée du sud au nord par l'autoroute A75, qui franchit le col des Issartets, plus haut col autoroutier de France. À proximité d'Aumont-Aubrac se trouve l'aire de l'Aubrac, une aire de repos de l'A75.

### Climat
Pour des articles plus généraux, voir Climat de l'Occitanie et Climat de la Lozère.
En 2010, le climat de la commune est de type climat de montagne, selon une étude s'appuyant sur une série de données couvrant la période 1971-2000. En 2020, Météo-France publie une typologie des climats de la France métropolitaine dans laquelle la commune est exposée à un climat de montagne ou de marges de montagne et est dans la région climatique Sud-est du Massif Central, caractérisée par une pluviométrie annuelle de 1 000 à 1 500 mm, minimale en été, maximale en automne.
Pour la période 1971-2000, la température annuelle moyenne est de 7,6 °C, avec une amplitude thermique annuelle de 15,5 °C. Le cumul annuel moyen de précipitations est de 905 mm, avec 10,5 jours de précipitations en janvier et 6,6 jours en juillet. Pour la période 1991-2020, la température moyenne annuelle observée sur la station météorologique installée sur la commune est de 8,0 °C et le cumul annuel moyen de précipitations est de 954,9 mm,. Pour l'avenir, les paramètres climatiques de la commune estimés pour 2050 selon différents scénarios d'émission de gaz à effet de serre sont consultables sur un site dédié publié par Météo-France en novembre 2022.
| Mois                                  | jan.             | fév.           | mars            | avril         | mai           | juin          | jui.          | août           | sep.          | oct.          | nov.             | déc.           | année      |
| ------------------------------------- | ---------------- | -------------- | --------------- | ------------- | ------------- | ------------- | ------------- | -------------- | ------------- | ------------- | ---------------- | -------------- | ---------- |
| Température minimale moyenne (°C)     | −2,6             | −2,9           | −0,4            | 1,8           | 5,4           | 9             | 10,9          | 11,1           | 7,8           | 5             | 0,8              | −1,7           | 3,7        |
| Température moyenne (°C)              | 0,5              | 0,8            | 3,8             | 6,2           | 10,1          | 14            | 16,5          | 16,6           | 12,6          | 8,9           | 4,1              | 1,5            | 8          |
| Température maximale moyenne (°C)     | 3,7              | 4,4            | 8               | 10,7          | 14,7          | 19,1          | 22            | 22,1           | 17,4          | 12,7          | 7,3              | 4,7            | 12,2       |
| Record de froid (°C) date du record   | −22,5 12.01.1987 | −17,2 04.02.12 | −19 01.03.05    | −9,5 07.04.08 | −4 05.05.19   | −0,5 08.06.19 | 2,4 10.07.04  | 1,1 29.08.1986 | −0,7 27.09.10 | −7 25.10.03   | −12,5 22.11.1998 | −16,5 04.12.10 | −22,5 1987 |
| Record de chaleur (°C) date du record | 18,2 27.01.16    | 21 26.02.19    | 20,7 29.03.1989 | 23,8 14.04.15 | 29,3 22.05.22 | 34 28.06.19   | 32,5 24.07.19 | 34,5 23.08.23  | 30,4 02.09.16 | 27,5 01.10.23 | 23,8 07.11.15    | 22,3 02.12.15  | 34,5 2023  |
| Précipitations (mm)                   | 72,6             | 57,9           | 57,9            | 89            | 90,4          | 79,6          | 63,8          | 78             | 87,7          | 100           | 96,9             | 81,1           | 954,9      |

## Urbanisme

### Typologie
Au 1er janvier 2024, Peyre en Aubrac est catégorisée commune rurale à habitat dispersé, selon la nouvelle grille communale de densité à sept niveaux définie par l'Insee en 2022.
Elle est située hors unité urbaine. Par ailleurs la commune fait partie de l'aire d'attraction de Saint-Chély-d'Apcher, dont elle est une commune de la couronne,. Cette aire, qui regroupe 22 communes, est catégorisée dans les aires de moins de 50 000 habitants,.

### Risques majeurs
Le territoire de la commune de Peyre en Aubrac est vulnérable à différents aléas naturels : météorologiques (tempête, orage, neige, grand froid, canicule ou sécheresse), feux de forêts et séisme (sismicité faible). Il est également exposé à un risque technologique, le transport de matières dangereuses, et à un risque particulier : le risque de radon. Un site publié par le BRGM permet d'évaluer simplement et rapidement les risques d'un bien localisé soit par son adresse soit par le numéro de sa parcelle.

#### Risques naturels
Peyre en Aubrac est exposée au risque de feu de forêt. Un plan départemental de protection des forêts contre les incendies (PDPFCI) a été approuvé en décembre 2014 pour la période 2014-2023. Les mesures individuelles de prévention contre les incendies sont précisées par divers arrêtés préfectoraux et s’appliquent dans les zones exposées aux incendies de forêt et à moins de 200 mètres de celles-ci. L’arrêté du 23 mars 2018, complété par un arrêté de 2020, réglemente l'emploi du feu en interdisant notamment d’apporter du feu, de fumer et de jeter des mégots de cigarette dans les espaces sensibles et sur les voies qui les traversent sous peine de sanctions. L'arrêté du 23 août 2021, abrogeant un arrêté de 2002, rend le débroussaillement obligatoire, incombant au propriétaire ou ayant droit,,.

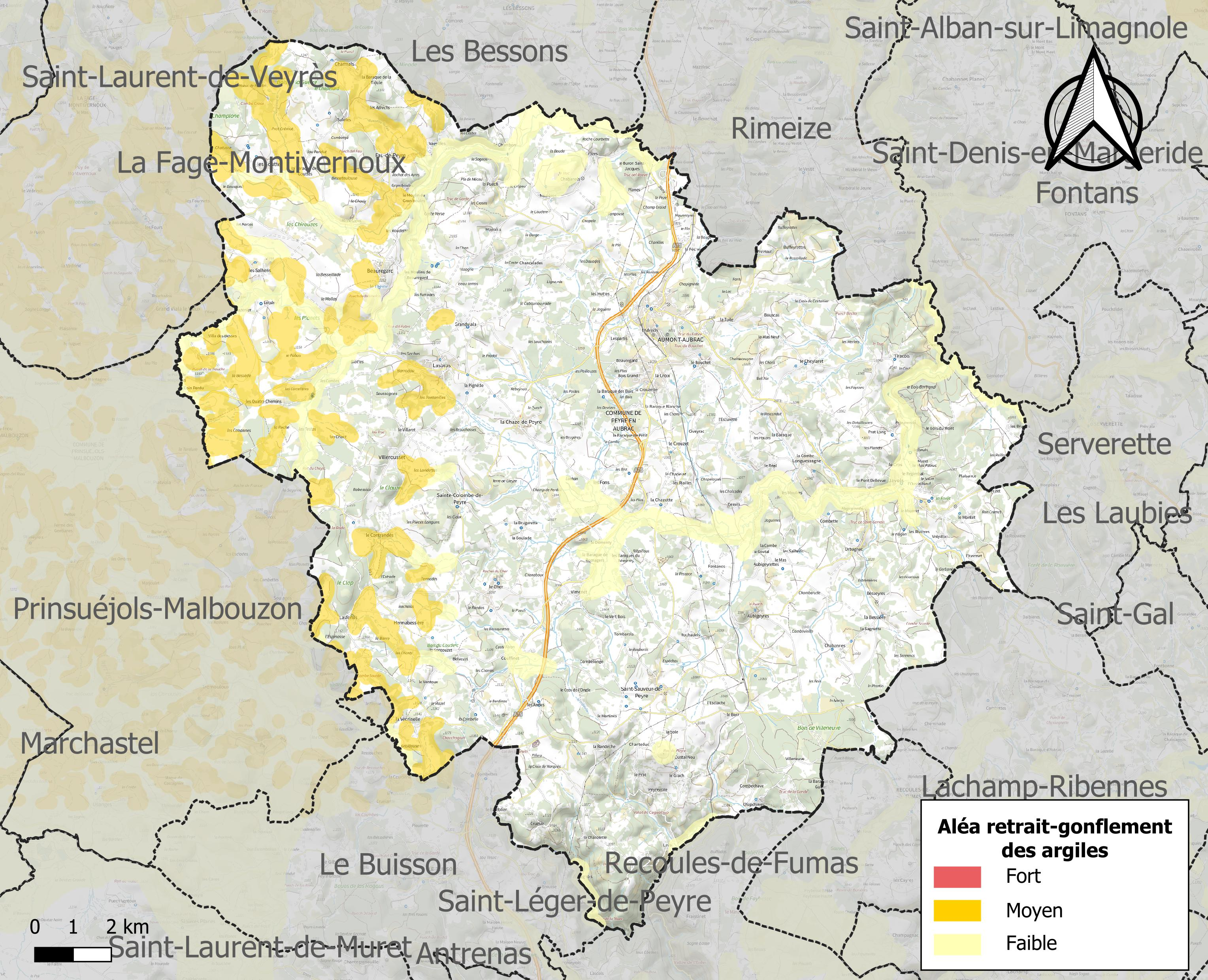
Carte des zones d'aléa retrait-gonflement des sols argileux de Peyre en Aubrac.

Le retrait-gonflement des sols argileux est susceptible d'engendrer des dommages importants aux bâtiments en cas d’alternance de périodes de sécheresse et de pluie. 10,1 % de la superficie communale est en aléa moyen ou fort (15,8 % au niveau départemental et 48,5 % au niveau national). Sur les 1 631 bâtiments dénombrés sur la commune en 2019, 50 sont en aléa moyen ou fort, soit 3 %, à comparer aux 14 % au niveau départemental et 54 % au niveau national. Une cartographie de l'exposition du territoire national au retrait gonflement des sols argileux est disponible sur le site du BRGM,.
Par ailleurs, afin de mieux appréhender le risque d’affaissement de terrain, l'inventaire national des cavités souterraines permet de localiser celles situées sur la commune.
La commune a été reconnue en état de catastrophe naturelle au titre des dommages causés par les inondations et coulées de boue survenues en 1982, 1994 et 2003.

#### Risques technologiques
Le risque de transport de matières dangereuses sur la commune est lié à sa traversée par des infrastructures routières ou ferroviaires importantes ou la présence d'une canalisation de transport d'hydrocarbures. Un accident se produisant sur de telles infrastructures est susceptible d’avoir des effets graves sur les biens, les personnes ou l'environnement, selon la nature du matériau transporté. Des dispositions d’urbanisme peuvent être préconisées en conséquence.

#### Risque particulier
Dans plusieurs parties du territoire national, le radon, accumulé dans certains logements ou autres locaux, peut constituer une source significative d’exposition de la population aux rayonnements ionisants. Certaines communes du département sont concernées par le risque radon à un niveau plus ou moins élevé. Selon la classification de 2018, la commune de Peyre en Aubrac est classée en zone 3, à savoir zone à potentiel radon significatif.

## Toponymie
Elle tire son nom de la Baronnie de Peyre, l'une des plus puissantes du Gévaudan au Moyen Âge et du plateau de l'Aubrac.

## Histoire

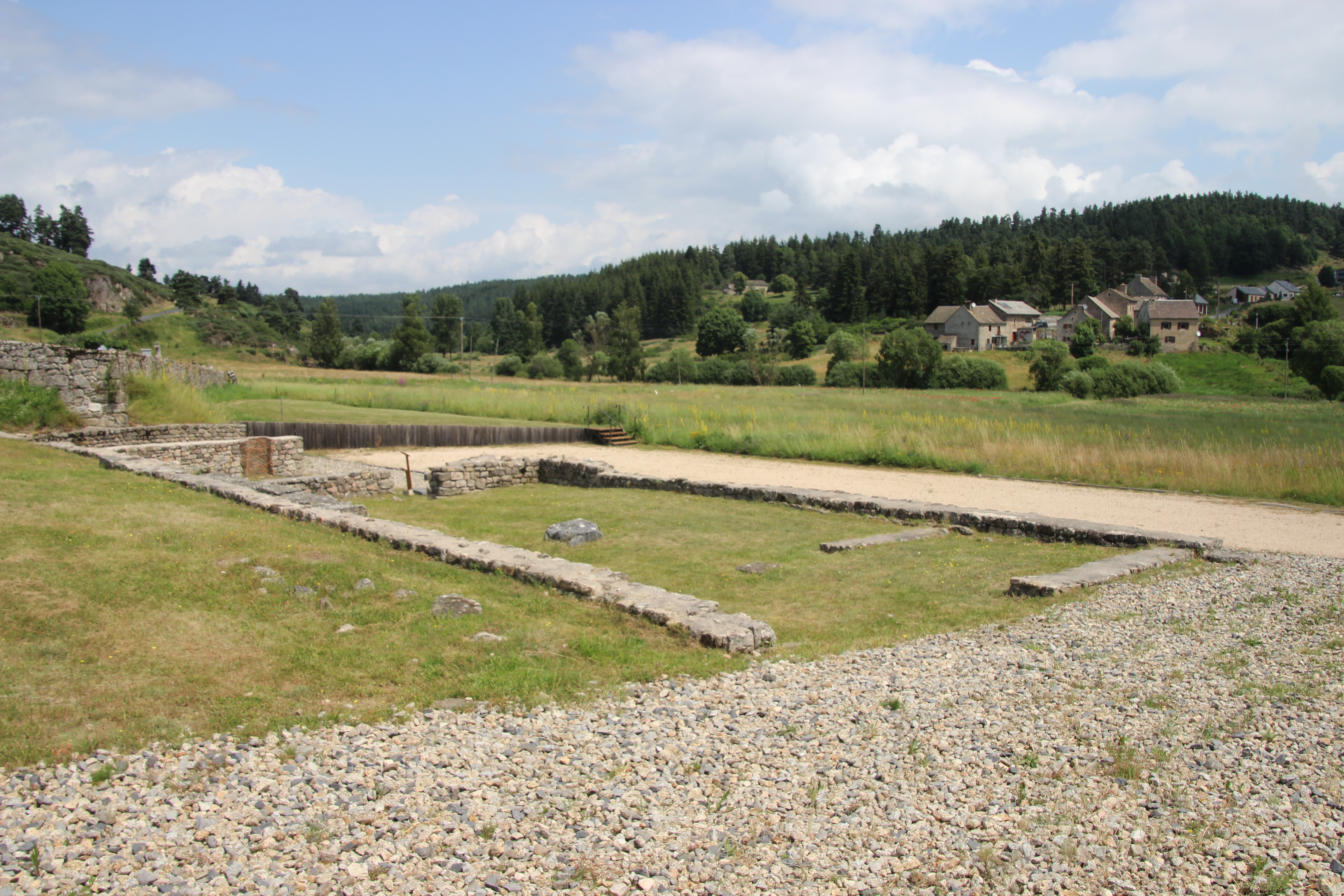
Ruines de l'ancienne Anderitum, avec le village moderne de Javols en arrière-plan.

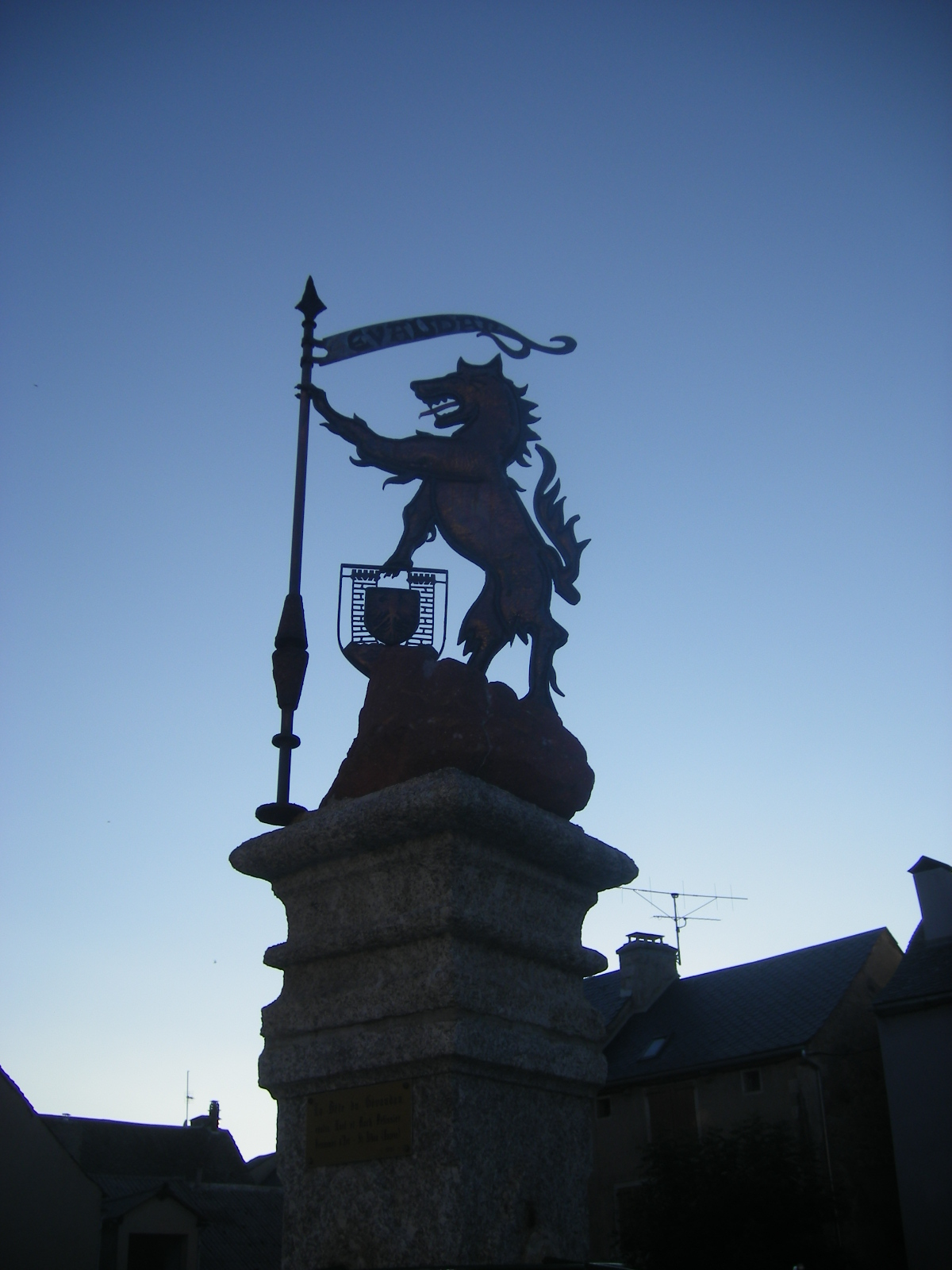
Représentation de la Bête du Gévaudan à Aumont-Aubrac.

Dans l'Antiquité, la région faisait partie du pays des Gabales, un peuple gaulois client des Arvernes, dont le roi Vercingétorix est connu pour son opposition à Jules César. La capitale des Gabales était Anderitum, située à proximité de l'actuel village de Javols, près d'Aumont-Aubrac. En 52 av. J.-C., les Gabales envoyèrent à Vercingétorix des hommes à Alésia. La Gaule devient romaine en 50 av. J.-C. et l'Empire romain est proclamé par Auguste en 27 av. J.-C.. Entre 260 et 274, la région appartient à l'Empire des Gaules. La région, alors païenne (gallo-romaine), se convertit peu à peu au christianisme à partir du IVe siècle. Au Moyen Âge, elle fait partie du comté du Gévaudan et de la baronnie de Peyre (qui donna son nom à plusieurs villages), et ce jusqu'à la Révolution française. Au XVIIIe siècle, la Bête du Gévaudan sévit dans la région.
La commune nouvelle est créée le 1er janvier 2017 par la fusion des communes d'Aumont-Aubrac, La Chaze-de-Peyre, Fau-de-Peyre, Javols, Sainte-Colombe-de-Peyre et Saint-Sauveur-de-Peyre qui deviennent des communes déléguées. Son chef-lieu est situé à Aumont-Aubrac.

## Politique et administration

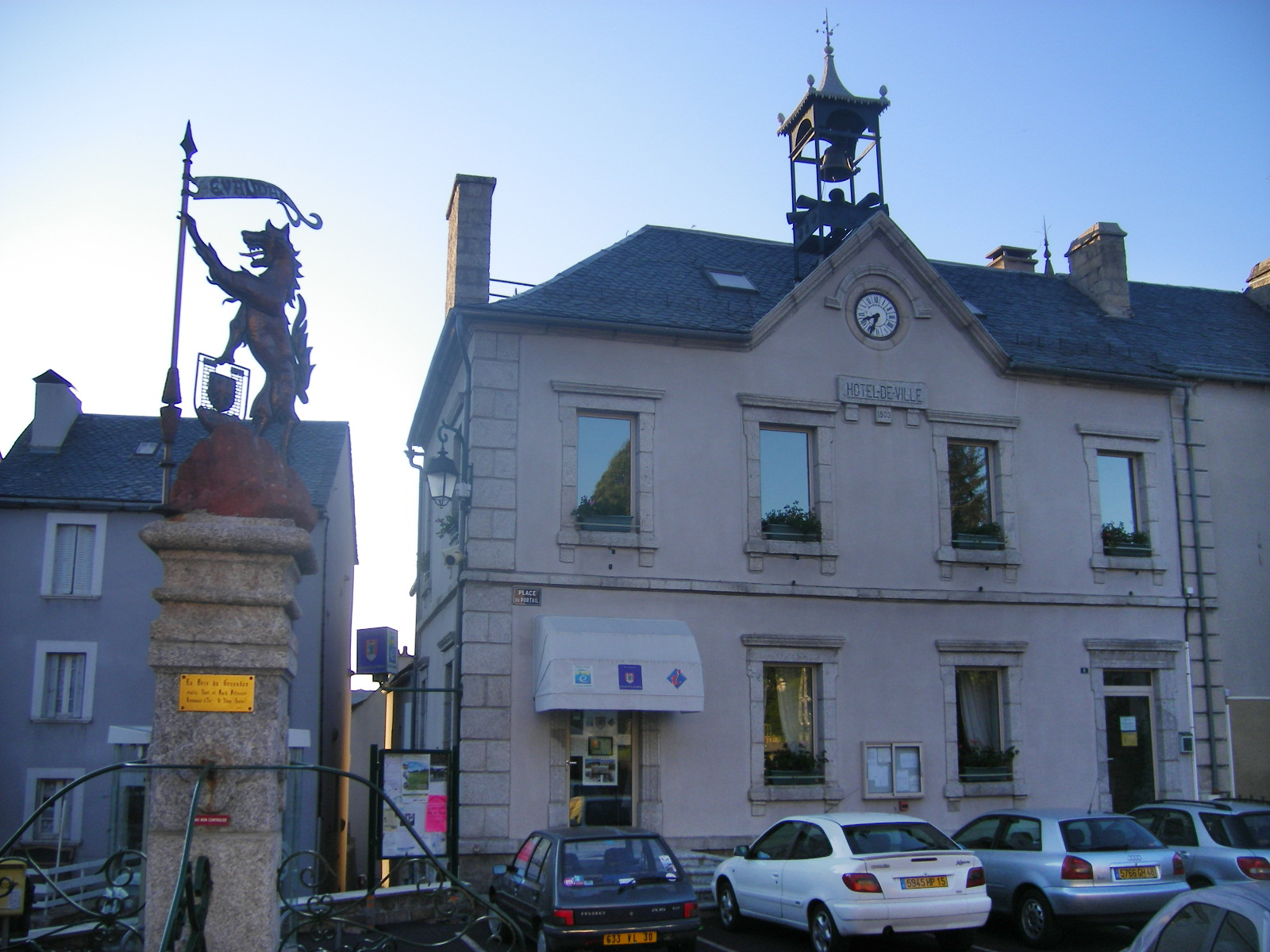
La mairie d'Aumont-Aubrac.

### Découpage territorial
La commune de Peyre en Aubrac est membre de la communauté de communes des Hautes Terres de l'Aubrac, un établissement public de coopération intercommunale (EPCI) à fiscalité propre créé le 30 novembre 2016 dont le siège est à Peyre en Aubrac. Ce dernier est par ailleurs membre d'autres groupements intercommunaux.
Sur le plan administratif, elle est rattachée à l'arrondissement de Mende, à la circonscription administrative de l'État de la Lozère et à la région Occitanie.
Sur le plan électoral, elle dépend du canton de Peyre en Aubrac pour l'élection des conseillers départementaux, depuis le redécoupage cantonal de 2014 entré en vigueur en 2015, et de la circonscription de la Lozère  pour les élections législatives, depuis le dernier découpage électoral de 2010.

### Liste des maires
| Période      | Période                   | Identité     | Étiquette | Qualité                                                                                     |
| ------------ | ------------------------- | ------------ | --------- | ------------------------------------------------------------------------------------------- |
| janvier 2017 | En cours (au 7 juin 2020) | Alain Astruc | DVD       | Conseiller départemental (canton de Peyre en Aubrac) président de la communauté de communes |

### Communes déléguées
| Nom                     | Code Insee | Intercommunalité        | Superficie (km2) | Population (dernière pop. légale) | Densité (hab./km2) |
| ----------------------- | ---------- | ----------------------- | ---------------- | --------------------------------- | ------------------ |
| Aumont-Aubrac (siège)   | 48009      | CC de la Terre de Peyre | 26,53            | 1 081 (2014)                      | 41                 |
| La Chaze-de-Peyre       | 48047      | CC de la Terre de Peyre | 19,33            | 314 (2014)                        | 16                 |
| Fau-de-Peyre            | 48060      | CC de la Terre de Peyre | 26,72            | 189 (2014)                        | 7,1                |
| Javols                  | 48076      | CC de la Terre de Peyre | 31,21            | 328 (2014)                        | 11                 |
| Sainte-Colombe-de-Peyre | 48142      | CC de la Terre de Peyre | 21,9             | 190 (2014)                        | 8,7                |
| Saint-Sauveur-de-Peyre  | 48183      | CC de la Terre de Peyre | 27,61            | 284 (2014)                        | 10                 |

### Circonscriptions électorales
À la suite du décret du 5 mars 2020, la commune est entièrement rattachée au canton de Peyre en Aubrac, dont elle est le bureau centralisateur.

## Population et société

### Démographie

#### Évolution démographique
L'évolution du nombre d'habitants est connue à travers les recensements de la population effectués dans la commune depuis sa création.

En 2022, la commune comptait 2 304 habitants, en évolution de −0,78 % par rapport à 2016 (Lozère : +0,11 %, France hors Mayotte : +2,11 %).
| 2015  | 2016  | 2017  | 2022  |
| ----- | ----- | ----- | ----- |
| 2 348 | 2 322 | 2 287 | 2 304 |

#### Pyramide des âges
La population de la commune est un peu plus âgée que celle du département. En 2018, le taux de personnes d'un âge inférieur à 30 ans s'élève à 28,7 %, soit un taux inférieur à la moyenne départementale (29,7 %). À l'inverse, le taux de personnes d'un âge supérieur à 60 ans (33,6 %) est supérieur au taux départemental (32,5 %).
En 2018, la commune comptait 1 177 hommes pour 1 110 femmes, soit un taux de 51,46 % d'hommes, supérieur au taux départemental (49,96 %).
Les pyramides des âges de la commune et du département s'établissent comme suit :
| Hommes | Classe d’âge | Femmes |
| ------ | ------------ | ------ |
| 1,0    | 90 ou +      | 3,7    |
| 10,4   | 75-89 ans    | 13,9   |
| 19,1   | 60-74 ans    | 19,0   |
| 20,9   | 45-59 ans    | 20,3   |
| 17,3   | 30-44 ans    | 17,1   |
| 15,8   | 15-29 ans    | 11,2   |
| 15,4   | 0-14 ans     | 14,8   |

| Hommes | Classe d’âge | Femmes |
| ------ | ------------ | ------ |
| 1      | 90 ou +      | 2,8    |
| 9,1    | 75-89 ans    | 11,8   |
| 21,6   | 60-74 ans    | 21,1   |
| 21,5   | 45-59 ans    | 20,2   |
| 16,3   | 30-44 ans    | 15,9   |
| 15,5   | 15-29 ans    | 13,6   |
| 15     | 0-14 ans     | 14,6   |

## Économie
La région, comme toute la Lozère, est très rurale. L'agriculture et l'élevage y tiennent fatalement une place importante. Le tourisme a également sa place dans l'économie locale, que ce soit du tourisme vert (randonnées, Roc de Peyre, balades en forêt...) ou historique (Anderitum, monuments à la Bête du Gévaudan, église Saint-Étienne d'Aumont-Aubrac...).
Un marché hebdomadaire de producteurs se tient à Aumont-Aubrac.

## Culture locale et patrimoine

### Lieux et monuments
- Chapelle du château du Cher.
- Église Saint-Jacques de Beauregard.

#### Aumont-Aubrac
- Mairie d'Aumont-Aubrac.
- Maison de la Terre de Peyre à Aumont-Aubrac.
- École primaire publique d'Aumont-Aubrac.
- École primaire privée La Présentation d'Aumont-Aubrac.

##### Église Saint-Étienned'Aumont-Aubrac
c'est un ancien prieuré bénédictin, remontant à 1061, attesté en 1123, au cœur de la baronnie de Peyre. Très remaniée, des XIIe et XIIIe siècles, elle a conservé son chœur roman et plusieurs chapelles latérales gothiques. Le chevet est en cul-de-four avec des nervures en arc brisé et, à l'intérieur, les chapiteaux sculptés des troncs de colonnes reposant sur des culs-de-lampe. Autres culs-de-lampe à figures humaines au bas des ogives des chapelles et des nervures de la nef. Le clocher, achevé au XIXe siècle, est excentré, au sud-est du chœur. Mobilier et vitraux modernes.

##### Le pèlerinage de Compostelle
Située sur la via Podiensis, des chemins de Compostelle, Aumont-Aubrac est une incontournable étape de la traversée des monts d’Aubrac. On y vient de Saint-Alban-sur-Limagnole, la prochaine commune étant Malbouzon. La commune est également le point de départ du  chemin pèlerin de Saint-Guilhem-le-Désert.

#### La Chaze-de-Peyre
- Église de la Purification de La Chaze-de-Peyre. Église en granit datant du XIIe siècle.
- Chapelle de Bastide (ou de La Pignède) située sur le chemin de Saint-Jacques-de-Compostelle.

#### Fau-de-Peyre
- Église Saint-Martin de Fau-de-Peyre.
- École primaire privée de Fau-de-Peyre.

#### Javols
- Église Saint-Gervais-et-Saint-Protais de Javols, dédiée aux saints Gervais et Protais.
- château du Bois du Mont
- Site archéologique de l'Anderitum antique, capitale des Gabales.

#### Sainte-Colombe-de-Peyre
- Église Sainte-Colombe de Sainte-Colombe-de-Peyre.
- École primaire publique de Sainte-Colombe-de-Peyre.

#### Saint-Sauveur-de-Peyre
- Le Roc de Peyre, à Saint-Sauveur-de-Peyre.
- Église Saint-Joseph de Saint-Sauveur-de-Peyre.
- Gare de Saint-Sauveur-de-Peyre.
- École primaire publique de Saint-Sauveur-de-Peyre.

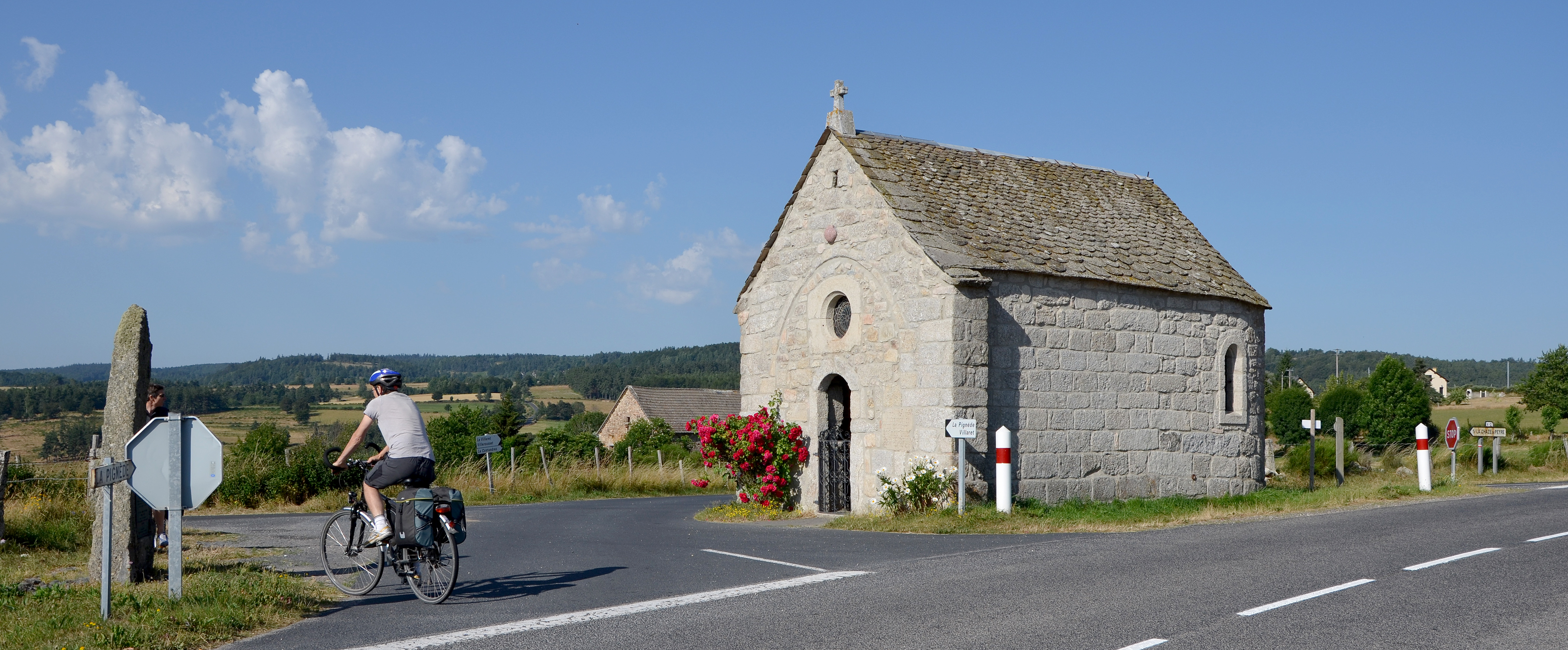
Chapelle la Bastide sur la via Podiensis près de Lasbros, Condom-d'Aubrac.
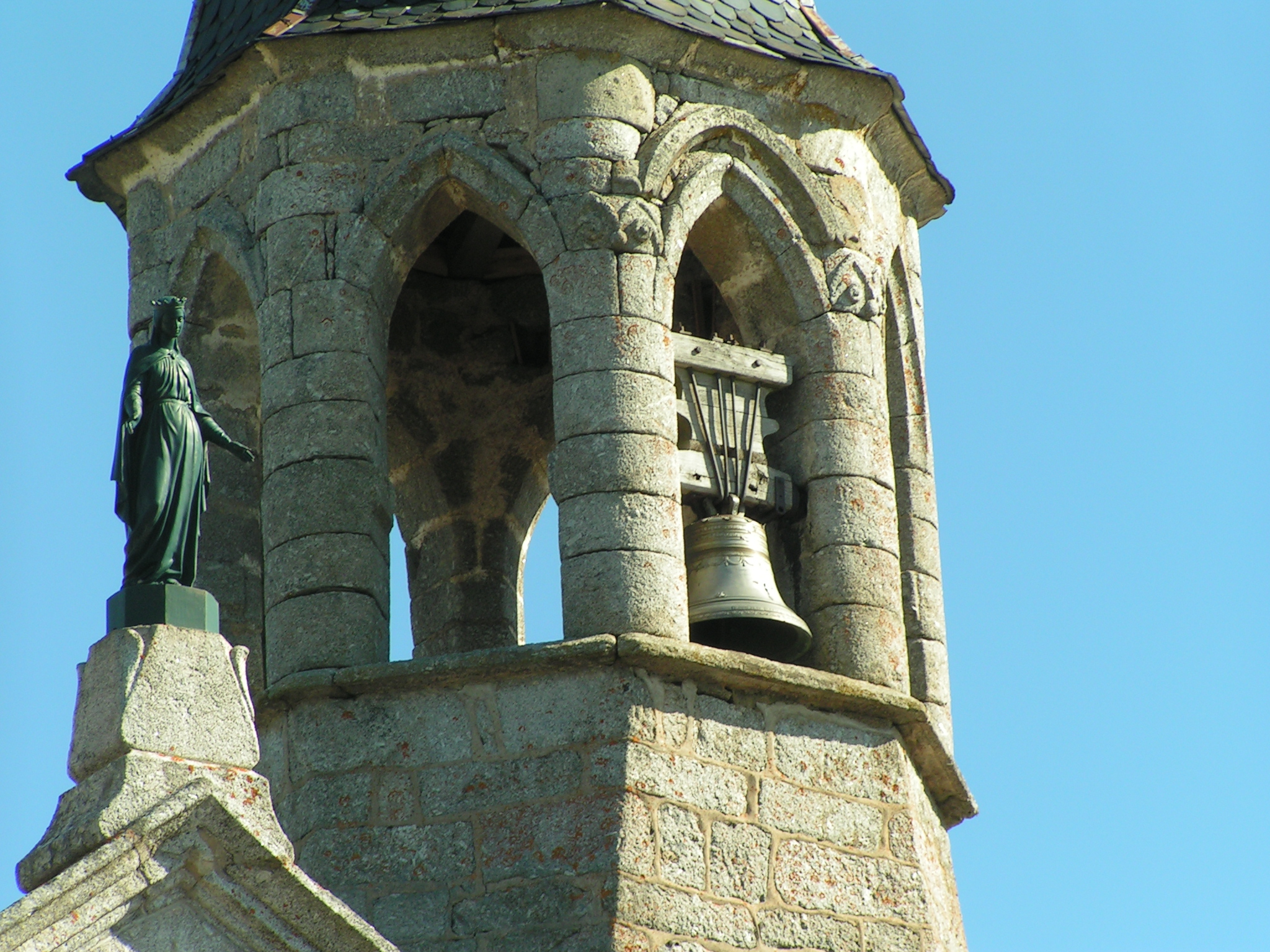
Église de la Purification de La Chaze-de-Peyre.
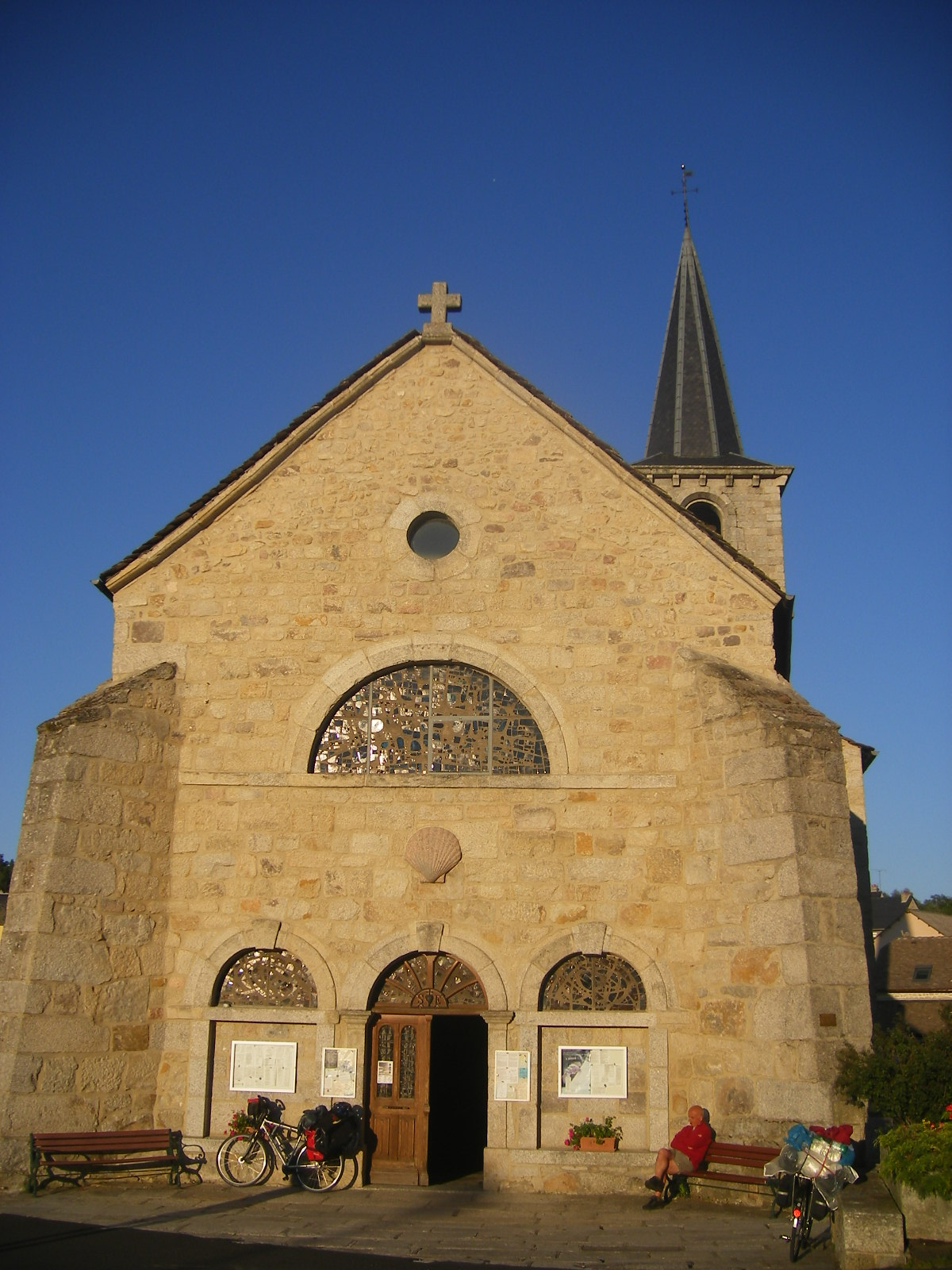
Église Saint-Étienne d'Aumont-Aubrac.
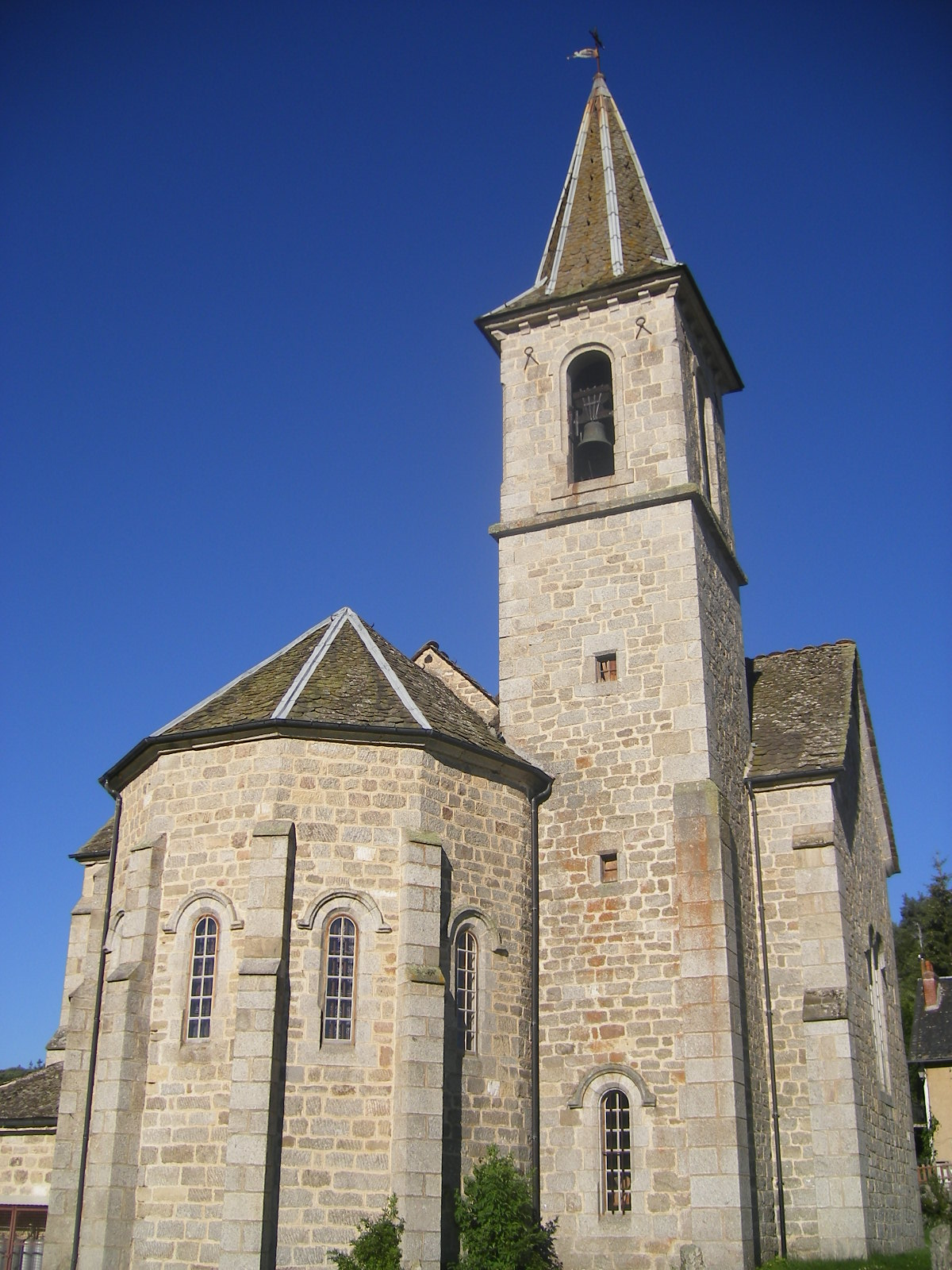
Église Saint-Gervais-et-Saint-Protais de Javols.
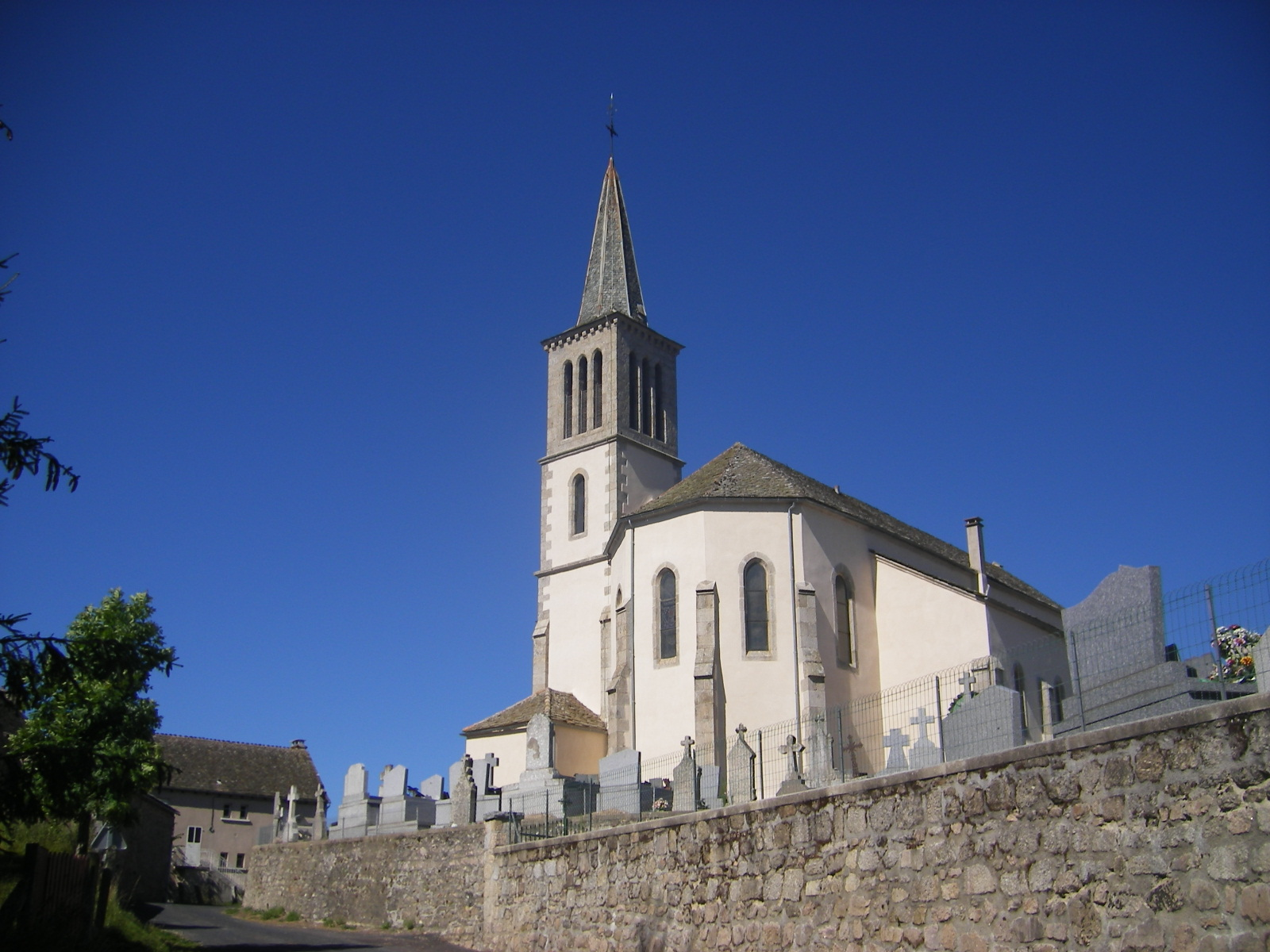
Église Saint-Joseph de Saint-Sauveur-de-Peyre.
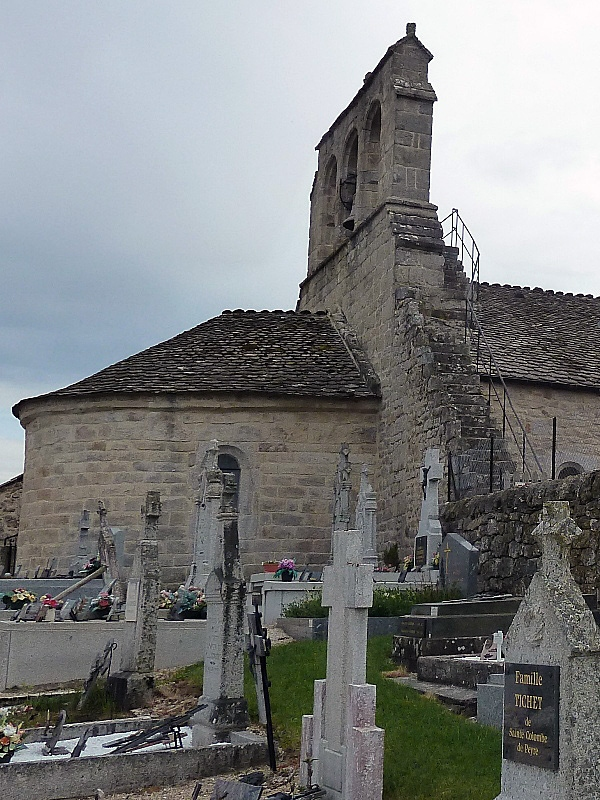
Église Sainte-Colombe de Sainte-Colombe-de-Peyre.
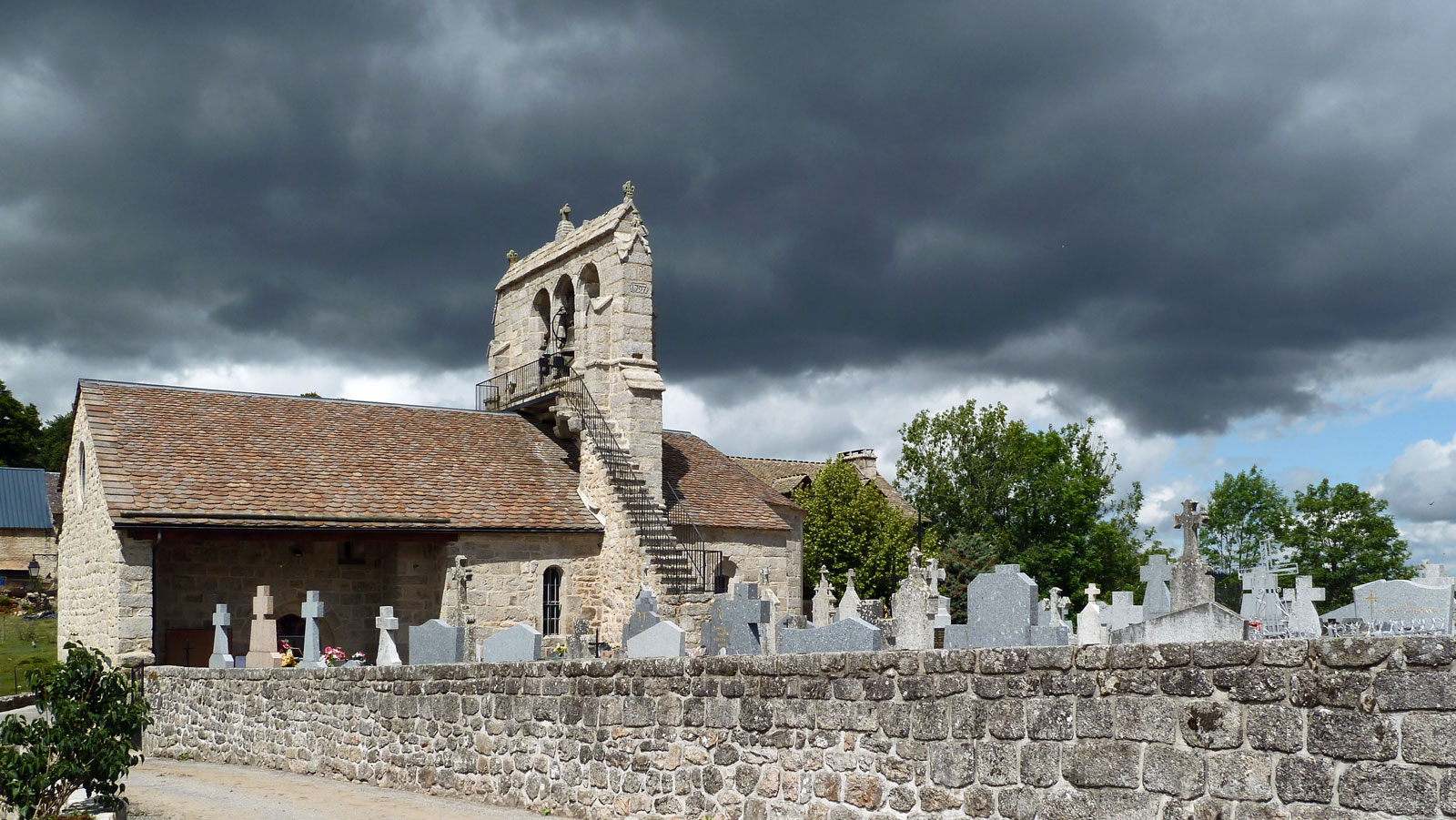
Église Saint-Martin de Fau-de-Peyre.